# Troy Ruttman
Troy Ruttman (n. 11 martie 1930, Mooreland⁠(d), Oklahoma, SUA – d. 19 mai 1997, Lake Havasu City⁠(d), Arizona, SUA) a fost un pilot de Formula 1. De-a lungul carierei a luat startul în 8 curse, niciuna din pole-position. A câștigat 1 cursă și a terminat o singură dată pe podium, acumulând 9,5 puncte în întreaga activitate ca pilot de Formula 1.